# Jalmari Finne
Jalmari Finne (11. srpna 1874 Kangasala – 3. ledna 1938 Helsinky) byl finský spisovatel, překladatel, režisér, divadelní ředitel a genealog.

## Životopis
Narodil se v rodině knihkupce Johana Gustava Adolfa Finneho (1847–1926) a Vilhelminy roz. Westerling (1846–1926). V rodině se narodilo jedenáct dětí, z nichž se dožilo dospělosti pět. Kromě Jalmara to byli: herečka Olga Poppius (1866–1939), Gustaf (1872–1948), učitelka Hikka Salminen (1877–1964) a Tyyne Wuorenjuuri (1881–1965).

### Režisér a spisovatel
Jalmari Finne vystudoval lyceum v Helsinkách (1894), poté rok studoval estetiku a jazyky na Helsinské univerzitě. V letech 1896–1914 působil v různých obdobích jako režisér a divadelní ředitel. Od roku 1907 byl spisovatelem na volné noze. V průběhu čtvrtstoletí napsal 70 beletristických děl. Psal dětské knihy, povídky, romány a divadelní hry.
Přeložil romány Maurice Maeterlincka a Maurice Leblanca, libreto Zachariase Topeliuse k opeře Fredrika Paciuse Kung Karls Jakt nebo operní libreto Richarda Wagnera Die Walküre. Přeložil téměř 200 divadelních her do finštiny ze švédštiny, norštiny, dánštiny, němčiny, francouzštiny a angličtiny, dokončil také libreta pro opery a operety.

### Badatel rodinné a sídlištní historie
V roce 1908 začal Finne provádět výzkum historie rolnických rodin v Häme ve státních archivech a církevních archivech Häme .Brzy zjistil, že informace získané z dokumentů je potřeba nějakým způsobem systematicky katalogizovat. Vytvořil s pomocí asistentů jednotný kartový systém pro všechny obyvatele regionu Häme a částečně nedalekého regionu Satakunta. Tak vznikly, po více než 20 letech práce sbírky Jalmari Finnen používané v genealogii.

### Spolupráce s policií
Spolupracoval s Esko Riekkim, šéfem detektivní policie. Předával mu informace o společenských hnutích, které získal ze "společenských kruhů" např. v roce 1931 informoval o vztazích mezi hnutím Lalpua a hnutím Maakunta. Policie využila též jeho znalosti grafologie. Tuto spolupráci využil ve svých knihách pro mládež.

### Závěr
Finne zemřel v lednu 1938 ve věku 63 let po dlouhé a těžké nemoci v nemocnici Salus v Helsinkách. Byl pohřben na hřbitově v Kangasala ve svém rodném městě.
Finnovy paměti Ihmeellinen seikkailu: Ihmisiä, elämyksiä, mietteitä (Zázračné dobrodružství: Lidé, zážitky, úvahy) vyšly posmrtně v roce 1939. Rukopis, zamýšlený jako autobiografie, zůstal po autorově smrti nedokončený a dokončil jej Yrjö Kivimies.
V roce 1940 začala fungovat Nadace Jalmariho Finneho, kterou založil ve své závěti. Posláním nadace bylo „pokračovat v jeho životním díle, zejména v oblasti historického výzkumu“. Od roku 1965 také uděluje granty. Na Finnovu počest byla pojmenována výroční cena Pirkanmaan Plättä, za domácí knihy pro mládež. První cenu získala Anni Polva za knihu Tiinakin Reiterastaa v roce 1975.

## Dílo

### V češtině
- Duševní trosečník – in 1000 nejkrásnějších novel... č. 69, úvod František Sekanina, ze sbírky Lääkärin päiväkirja (Lékařův deník) přeložil Ivan Schulz, s. 62–73. Praha: J. R. Vilímek, 1914